# Nagygorica
Nagygorica (horvát nevén Velika Gorica) város és község Horvátországban Zágráb megyében, a megye legjelentősebb gazdasági, kulturális és közlekedési központja, egyúttal a történelmi Túrmező (Turopolje) székhelye. Az ország hatodik legnagyobb városa.
Közigazgatásilag Bapča, Bukovčak, Buševec, Cerovski Vrh, Cvetković Brdo, Črnkovec, Donja Lomnica, Donje Podotočje, Drenje Šćitarjevsko, Dubranec, Gornja Lomnica, Gornje Podotočje, Gradići, Gudci, Gustelnica, Jagodno, Jerebić, Ključić Brdo, Kobilić, Kozjača, Kuče, Lazi Turopoljski, Lazina Čička, Lekneno, Lukavec, Mala Buna, Mala Kosnica, Markuševec Turopoljski, Mičevec, Mraclin, Novaki Šćitarjevski, Novo Čiče, Novo Selo Lekeničko, Obrezina, Ogulinec, Okuje, Petina, Petravec, Petrovina Turopoljska, Poljana Čička, Prvonožina, Rakitovec, Ribnica, Sasi, Selnica, Sop Bukevski, Staro Čiče, Strmec Bukevski, Šćitarjevo, Šiljakovina, Trnje, Turopolje, Velika Buna, Velika Kosnica, Velika Mlaka, Vukomerić, Vukovina és Zablatje Posavsko települések tartoznak hozzá.

## Fekvése
Zágráb központjától 13 km-re délkeletre, a Vukomerići-dombság és a Száva között, a Túrmező (Turopolje) síkságán fekszik. Ez a síkság egykor erdővel sűrűn benőtt mocsaras terület volt, amelyben rengeteg bölény (tur) élt. Az ószlávban a "tur" bikát is jelentett, mely a pogány szlávok között szent állat volt. Ez alapján kapta a nevét és ezért szerepel a város címerében is a bika. A síkságot szép tölgyesek borítják, míg a Vukomeri dombokon szőlőültetvényekkel váltakozó bükkösök és nyírjesek találhatók. A bőséges faanyag régen egyúttal az épületek alapanyagát is adta. Az itt élők saját szükségleteiket zöldség és gyümölcs termesztéssel, méhészettel és a vizekből kifogott halakkal fedezték. Az épületek kezdetben csak két helyiségből álló kis házak voltak, később nagyobb, tágasabb házakat építettek, melyek több helyiségből álltak és alkalmasak voltak akár 30-50 fős nagy családok befogadására is. Tetejüket rozsszalma vagy fazsindely fedte.

## Története

### A város története a középkorig
A Száva termékeny völgye már kezdetektől fogva kedvező feltételeket teremtett az emberi megtelepedéshez. A régészeti leletek tanúsága szerint ez a terület már az újkőkor, az i. e. 6. évezred óta lényegében folyamatosan lakott volt. Az első földbe mélyített kunyhókat Staro Čiče határában tárták fel a szakemberek. A római civilizáció megjelenése nagy változást hozott a vidék életében. Az első jelentősebb római település a mai Šćitarjevo helyén állt Andautonija volt, melyet kisebb, őslakók által lakott telepek vettek körül. Ezek közül a mai Nagygorica helyén is állt egy őslakosok által lakott falu. A Száva völgyén át élénk forgalom zajlott a közeli Siscia (Sziszek) irányába. A szláv betelepülés első nyomai a város területén a 20. század elején feltárt óhorvát sírok, melyeket a 800 körüli időre kelteznek. Hasonló temetkezések kerültek elő 1962-ben Novo Čiče és Petrovina határából is, a temetkezés módja azonban még az itteni lakosság pogány szokásaira utal.

### Nagygorica a középkorban
A település első írásos említése 1228-ban plébánia székhelyeként történt. Lakói a 13. század elejéig várjobbágyok voltak, akik a zágrábi várispánság alá tartoztak. 1225-ben IV. Béla még szlavón hercegként a zágrábi várhoz tartozó egyes jobbágyokat nemesi rangra emelt, akik mentesültek a várispánok joghatósága alól és a zágrábi mező (Campi Zagrabiensis) nemeseinek közössége, azaz saját maguk által választott saját joghatóság (comes terrestris) alá kerültek. Egyes források szerint az itteni jobbágyok szabadságjogaikat a tatárok elleni harcban mutatott vitézségükért kapták. Kiváltságaikat az 1278. június 21-én Zágrábban tartott szábor foglalta törvénybe, majd IV. László király 1279-ben megerősítette. Az így megalakított Túrmezei nemesi kerület székhelye kezdetben Zágráb volt, 1479-től Lukavec vára, majd a 17. századtól Nagygorica lett. A túrmezei nemesek gyűléseiket kezdetben Szent György napján (április 24.), majd a 17. század elejétől Szent Lúcia napján (december 13.) tartották. Kiváltságaikat sikeresen megvédték később a Cilleiekkel szemben is.

### A város története a török időkben
A 15. századtól a túrmezei nemesek szerepe a török egyre fokozódó betörései miatt jelentősen megnőtt. Az első török támadás a Túrmezőt 1422-ben érte. A védelem megerősítésére 1479-re felépítették Lukavec várát, amely védelmi funkcióján kívül a nemesi kerület értékeinek és főbb történeti dokumentumainak is őrző helye is lett. A nemesi kiváltságokat 1479-ben Mátyás király, majd 1524-ben II. Lajos is megerősítette. 
A 16. század közepétől a török támadások egyre erősödtek. Különösen nagy támadás zúdult a Túrmezőre 1556. augusztus 24-én, mely után 1560-ban a túrmezei nemesek 30 helységből érkezett képviselői a zágrábi káptalan előtt megújítva szövetségüket kölcsönös segítség nyújtására kötelezték magukat. A túrmezei nemesség ekkor 113 nemes családot számlált. Az ekkor alkotott statútumhoz 1570-ben Draskovich János horvát bán is csatlakozott, majd 1580-ban Rudolf király is megerősítette. 
A támadások megszűnése annak a nagy győzelemnek köszönhető, melyet a horvát sereg 1593. június 22-én Sziszeknél aratott a török felett. 1614-ben a szábor Nagygorica megerősítését határozta el. A veszély megszűntével a város is gazdasági fejlődésnek indult, melyet a 17. század elején kapott vásártartási jog is biztosított. Az első ilyen kiváltságot a város 1602-ben kapta, melyet 1649-ben kiszélesítettek. Lényegében ebben az időben lett a település a Túrmezei kerület székhelye, mely szerepet eddig Lukavec vára töltött be. A nemesi kerület azonban a török harcot elmúltával jelentőségéből sokat veszített.

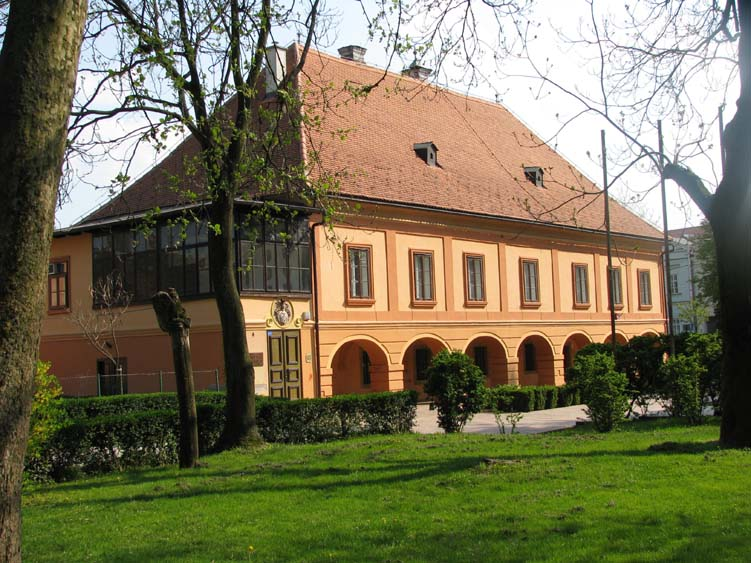
A Túrmezei Múzeum épülete

### Nagygorica a 18. században
A nemesi gyűléseken és a választásoknál tapasztalt békétlenség és kaotikus állapotok miatt 1736-ban Eszterházy József horvát bán megszüntette az egyes személyeknek a nemesi kerület tisztségviselőinek megválasztására vonatkozó választási jogát és ezt a jogot ezután csak a bírók gyakorolhatták. A rendelet szerint a túrmezei nemesek békében legalább 120, háborús időkben 300 fős bandériumot voltak kötelesek állandóan készültségben tartani. Az új rendszabályokat a szábor 1749-ben erősítette meg. 1737-ben a túrmezei közösség III. Károlytól saját címert és pecsétet kapott, tagjai számára pedig hiteles helyként ismerték el. 1782-ben II. József megszüntette a nemesi kerületet és Zágráb vármegye fennhatósága alá rendelte. Halála után 1790-ben azonban újra visszaállították, és a nemesek 1809-ben már részt vettek a napóleoni háborúk idején elrendelt nemesi felkelésben. A győri csatavesztés, majd az osztrákok wagrami veresége után megkötött schönbrunni békeszerződés értelmében a Túrmezőt is bekebelezték az Első Francia Császárságba. Az Illír tartományok részeként közvetlen francia irányítás alá került, és elveszítette önállóságát, melyet teljesen csak 1822-ben szerzett vissza, amikor a Habsburg Illír Királyság nevű új koronatartománytól visszacsatolták a Horvát Királysághoz. Nagygorica újra a kerület székhelye lett és a szábor visszaállította ősi jogaikat, így a gyűléseken való részvétel és választás jogát is.
A 17. és 18. században a városban és környékén megindultak az építkezések. Számos templom, kápolna és palota épült fel ekkor, bár az épületek nagyobb része még a hagyományos építőanyagból, fából készült. Falazott templom csak Šćitarjevóban, Dubranecen és Vukovinán épült. A nemesi közösség elkezdte építeni nagygoricai székházát is, melynek építése 1765-ben fejeződött be. A szép emeletes, árkádos barokk épület a városi parkra nézett.

### A város története a 19. században
A nemzeti mozgalmak kibontakozása idején a túrmezei nemesség két pártra szakadt. A Josipović ispán vezette magyarpárti szárny a nagyobb önállóságért, a horvát-szlavón fennhatóságtól való függetlenedés mellett harcolt, míg a másik szárny Jelačić bánt és a horvát nemzeti törekvéseket támogatta. 1845-ben a magyarpártiak győztek és a kerület közvetlen Magyarország fennhatósága alá került, ezzel azonban a horvát tartományi gyűlésen való részvételi jogukat elveszítették. Ennek ellenére 1848-ban a túrmezei nemesség többsége mégis a magyarok ellen harcolt, amit általában a horvát nemzeti tudat feléledésével magyaráznak. A magyar szabadságharc leverése után a Túrmezei Kerületet Zágráb vármegyébe olvasztották be és bár 1861-ben bírói intézményként újra működött, de 1874-ben a kerület hivatalosan is megszűnt.

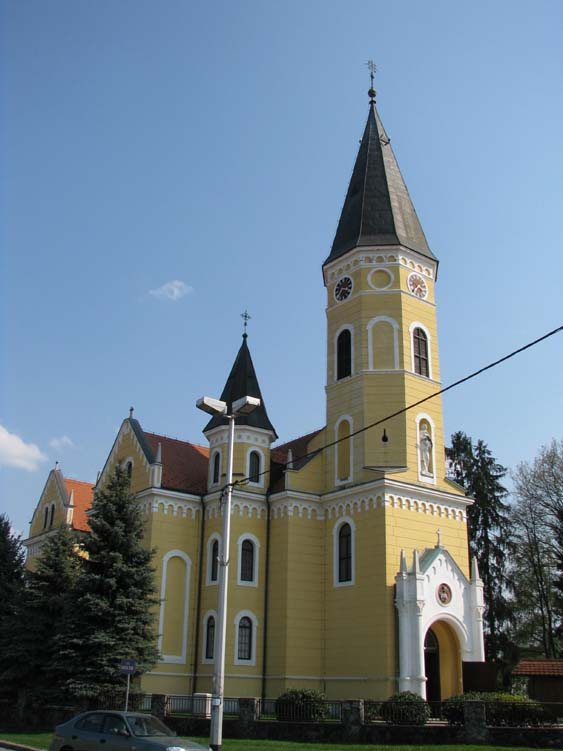
A Szűz Mária Bemutatása plébániatemplom

A város fejlődése 1862-ben a Zágráb-Nagygorica-Sziszek vasútvonal megépülésével új lendületet kapott, járások megszervezésével pedig járási székhellyé lett. Hermann Bolle tervei szerint megújították a plébániatemplomot is, melynek építési munkálatai 1893-ban fejeződtek be. A Turopolje-székház előtt ekkor alakították ki a szép városi parkot. 1892-ben ifjabb Stjepan Josipović megalapította a takarékpénztárat, mely az ipari fejlődést segítette elő. 1894-ben a zágrábi nagyvállalkozó Filip Deutsch fiaival nagy ipari céget alapított itt és néhány év múlva Kurilovecen már két gőzmalom is felépült. A cég a 19. század végére a faipari termelés és kereskedelem minden részére kiterjesztette tevékenységét. Az építőipar főként Nikola Hribar munkásságának köszönhetően fejlődött, aki több házat és nagyobb épületet is épített a városban, valamint nevéhez fűződik a város iskoláján kívül jó néhány környező település: Dubranec, Lomnici, Mraclin, Novo Čiče, Velika Mlaka és Šćitarjevo iskoláinak felépítése. Emellett dolgozott a plébániatemplom megújításán is. Nagygorica területén 14 különböző társadalmi és kulturális egyesület működött összesen 467 taggal. Közülük említésre méltó az 1885-ben alapított olvasókör, az 1876-ban alapított „Lira” énekegyüttes, az iparosok egyesülete és az 1876-ban alapított önkéntes tűzoltóegylet. Fejlődésének köszönhetően a város a 19. század végére a legmodernebb horvát városok közé tartozott. 1857-ben 1524, 1910-ben 3278 lakosa volt. Trianon előtt Zágráb vármegye Nagygoricai járásának székhelye volt.

### Nagygorica a 20. században
A Túrmezei kerület megszűnése után a város községközpont és járási székhely minőségében továbbra is a Túrmező politikai, gazdasági és kulturális központja maradt, melyhez 58 környező település tartozott. Lakossága a század eleji 2871 főről 1991-re több mint tízszeresére 31614 főre nőtt, arculata teljesen kicserélődött. Az elektromos hálózatot az 1960-as évek közepén építették ki. Az utcákat leaszfaltozták, megindult a tömegközlekedés Zágráb irányában, kiépült a víz és csatornahálózat. A gázvezeték hálózat kiépítése 1992-ben kezdődött. 2001-ben a városnak 33339, a községnek összesen 63517 lakosa volt.

## Lakosság
| Lakosság változása | Lakosság változása | Lakosság változása | Lakosság változása | Lakosság változása | Lakosság változása | Lakosság változása | Lakosság változása | Lakosság változása | Lakosság változása | Lakosság változása | Lakosság változása | Lakosság változása | Lakosság változása | Lakosság változása |
| ------------------ | ------------------ | ------------------ | ------------------ | ------------------ | ------------------ | ------------------ | ------------------ | ------------------ | ------------------ | ------------------ | ------------------ | ------------------ | ------------------ | ------------------ |
| 1857               | 1869               | 1880               | 1890               | 1900               | 1910               | 1921               | 1931               | 1948               | 1953               | 1961               | 1971               | 1981               | 1991               | 2001               |
| 1524               | 1717               | 2219               | 2512               | 2925               | 3278               | 3264               | 3665               | 4151               | 4938               | 5321               | 8013               | 24834              | 31614              | 33339              |

## Nevezetességei

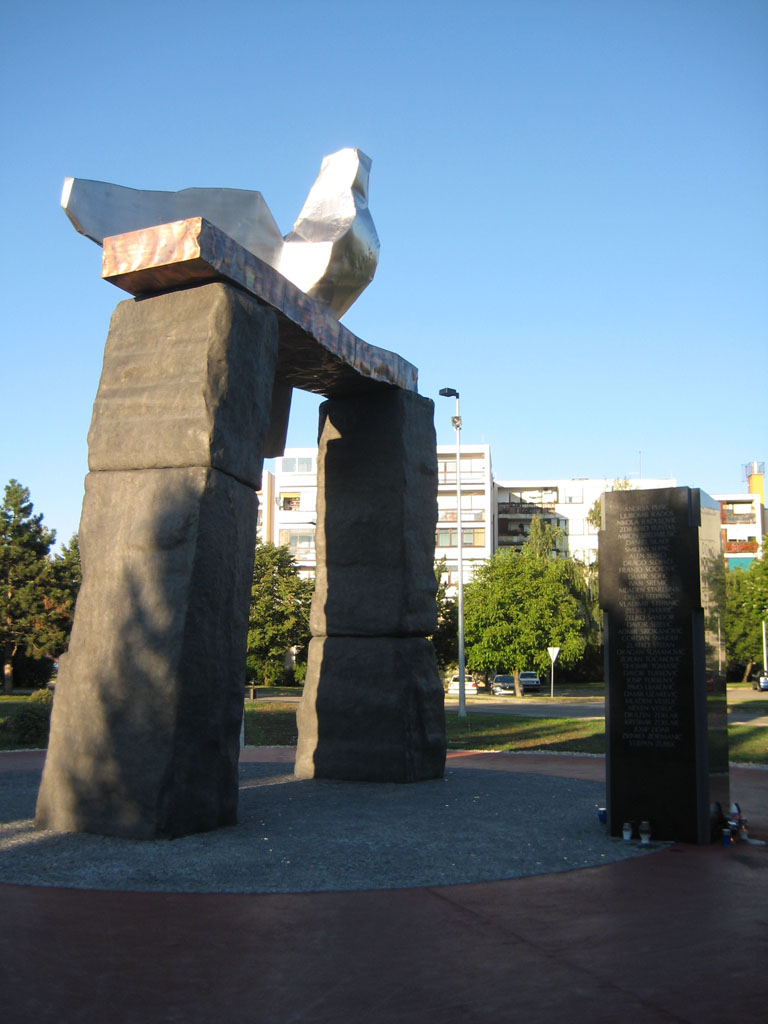
A túrmezei testvériség emlékműve

- Szűz Mária Bemutatása tiszteletére szentelt plébániatemplomát[4] már 1334-ben említi Ivan zágrábi főesperes a zágrábi káptalan statútumában. Ez az ősi templom azonban ma már nem áll, mert a 16. században lerombolta a török. A ma is álló templomot 1686 és 1690 között építették barokk stílusban, ekkor épült tornya is. Oldalkápolnáját 1781-ben építették. Két évvel később a földrengés után a templomot újjá kellett építeni. 1893-ban Hermann Bollé tervei szerint historizáló stílusban építették át, ekkor nyerte el mai formáját. Berendezése a 19. század végén készült. Utolsó nagyobb felújítása 1997-ben történt.
- A Túrmezei Nemesi Kerület székháza[5] a városi park mellett áll. Az egyemeletes négyszög alaprajzú épület 1765-ben épült. Az emeleti freskókkal és stukkóval díszített teremben tartották egykor a kerület gyűléseit. Az épület ma az 1960-ban alapított Túrmezei Múzeumnak ad otthont, történeti, néprajzi, kultúrtörténeti kiállítás található benne.
- Pleso falu közelében található a Szenvedő Krisztus tiszteletére szentelt egyhajós fatemplom,[6] mely 1758-ban épült Ladislav Plepelić nemes özvegyének megbízásából. Az alapgerendák az ún. német sarokkal kapcsolódnak egymáshoz, míg a négy oszlopos tornác az 1896-os felújítás eredményeként a hagyományos historikus építészet szellemében épült.
- A városi temetőben található a Szent Filoména-kápolna,[7] mely 1891 -ben épült Kosta Tomac építész tervei alapján. Egyhajós, latin kereszt alaprajzú neogótikus épület, sokszögletű apszissal, két sekély oldalkápolnával és egy harangtoronnyal, mely a főhomlokzat tengelyében áll. A homlokzatot támpillérek és csúcsos ablaknyílásokkal tagolták. A hajó boltíves, csúcsos gerendákkal ellátott keresztboltozatokkal, amelyek sarkait az oldalfalakon félköríves konzolok támasztják alá, míg a szentély hegyboltozatú keresztboltozattal rendelkezik. A szentélyben egy egyszerű fa menza található, míg az ablaknyílásokra nemrégiben ólomüveg ablakokat készítettek, amelyek Szent Filomenát és keresztény szimbólumokat ábrázolnak. A kápolna többnyire megőrizte eredeti stílusjegyeit, és harmonikusan helyezkedik el a nagygoricai temető központi részébe.
- A nemzeti egyetem keretében 1980-óta működik a városban a Galžanica galéria, mely modern művészeti alkotásoknak ad otthont.
- Minden évben Szent György napján (április 24.) tartják a városban a hagyományos Turopoljsko Jurjevo ünnepet, mely az itteniek tavasz ünnepe, az új élet szimbóluma. Az ünnep pogány eredetű, mely a kereszténység felvétele után Szent György ünnepével olvadt egybe. Az ünnep a kommunizmus idején tiltott volt, az 1980-as években élesztették fel újra. Ünnepi misével kezdődik, melyet felvonulás követ, a végén pedig mulatságba torkollik.

## Külső hivatkozások
- Hivatalos oldal
- Nagygorica turisztikai egyesületének honlapja
- A Turopolje Múzeum honlapja
- A Boldog Alojzije Stepinac plébánia honlapja
- A városi könyvtár honlapja
- A gimnázium honlapja
- A város tűzoltó egyletének honlapja
- A Galženica galéria honlapja